# Miscou
Ne doit pas être confondu avec Moscou.
Miscou est à la fois une île et un district de service local située au nord-est de la province du Nouveau-Brunswick au Canada. Sa population est d'environ 800 habitants. Miscou est reconnue pour ses plages et sa tranquillité. Le nom légal du DSL est île de Miscou en français et Miscou Island en anglais. Dans le cadre de la réforme de la gouvernance locale du 1er janvier 2023, le DSL a été annexé au district rural de la Péninsule acadienne.
Depuis le 30 septembre 1996, l'île est accessible par le pont de Miscou. Avant cette date, le trajet entre les îles devait se faire en traversier. Miscou est une île qui pourrait se comparer à sa voisine Lamèque. Les habitants de ces deux îles tirent leur subsistance de la pêche au homard, au crabe, à la crevette, à la morue, etc.

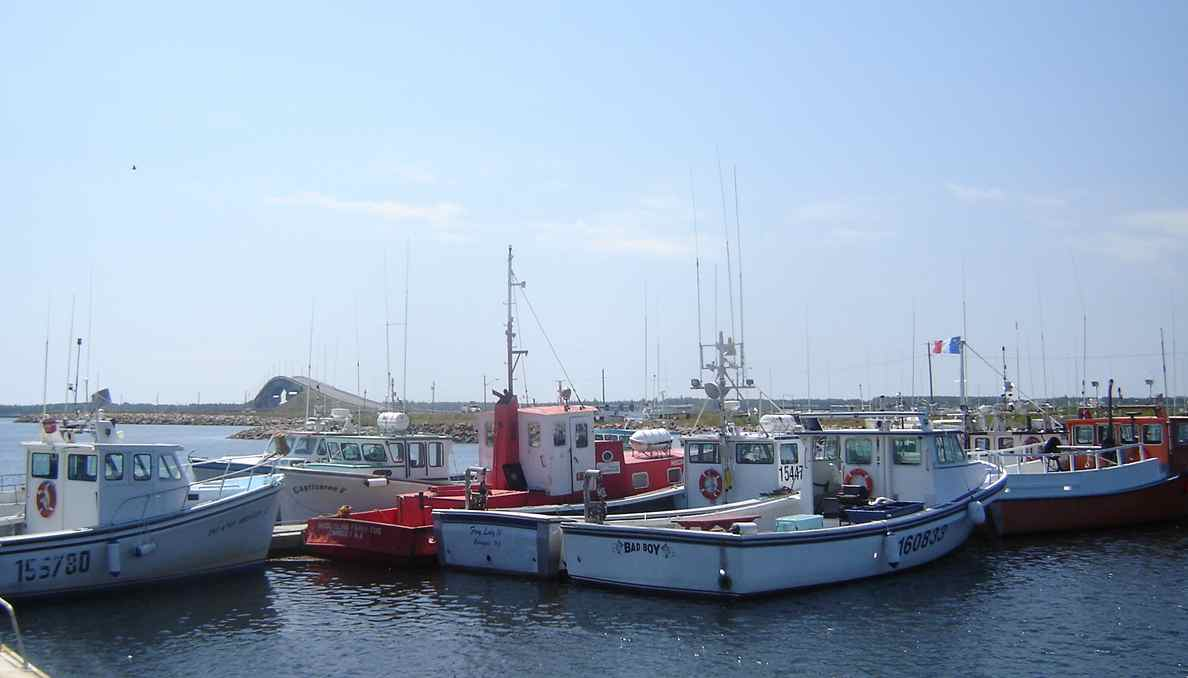
Le port de pêche Miscou.
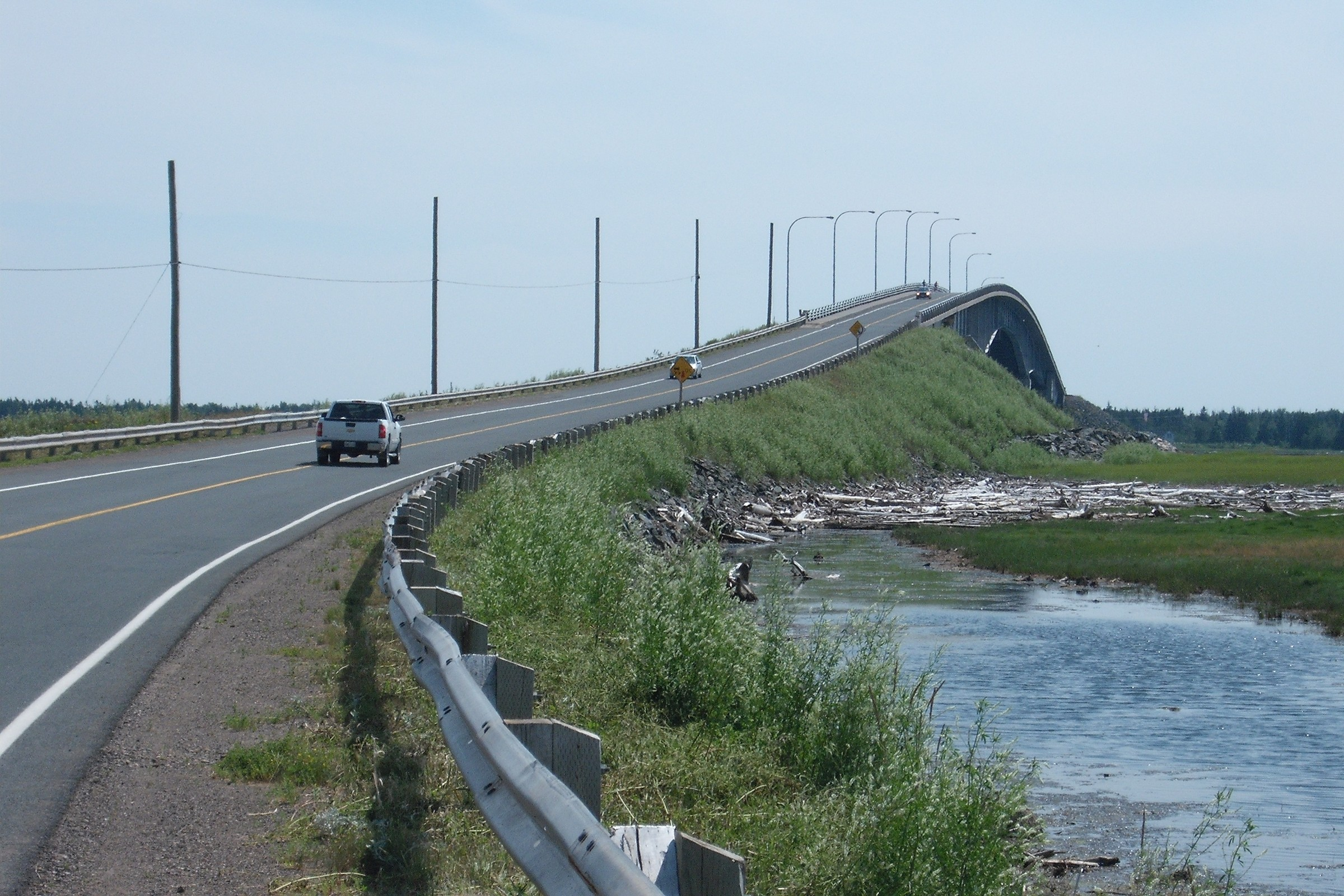
Le pont de Miscou, reliant l'île de Miscou à l'île Lamèque depuis 1996.

## Toponyme
Le nom Miscou est possiblement dérivé du micmac Susqu, qui signifie terre basse ou humide, en référence à la pointe nord-ouest de Miscou. Certains ont avancé une étymologie algonquine voulant que le nom signifie rouge ou sang, ce qui est faux. Les Micmacs appelaient eux-mêmes l'île Seebahgunjeechk, ce qui signifie Petit-Shippagan. Le nom Miscou est mentionné pour la première fois par Samuel de Champlain en 1623. Le nom suivit ensuite plusieurs variations comme: Muscoe (1680), Michkou (1685), Petite Île Miscou (1686), Isle de Sainct Louis dans les relations Jésuites, puis à nouveau Miscou en 1744. À l'origine, le nom Miscou s'applique à cette île ainsi qu'à l'île de Lamèque.

## Géographie

Carte topographique du Miscou.

### Situation
Miscou est situé à 120 kilomètres de route à l'est de Bathurst.
Miscou est généralement considéré comme faisant partie de l'Acadie.

### Hydrographie
Le réseau hydrographique de Miscou est très complexe. Le centre et le nord de l'île sont couverts de nombreux lacs et étangs.
La rivière Landry et les ruisseaux Muddy Brook, Chenière et d'autres se jettent dans la mer. Les ruisseaux Black, Cedar, Eel et d'autres moins importants se jettent dans les lacs, ou relient les lacs entre eux.
On retrouve les lac Fry, of the Island, Chiasson, Chenière, Big, Cowans, Teal, Princess Pine, Notman, Raftles, Goose et Of the Woods et Le maxime ward ruisseau.
On retrouve aussi différents groupes de lacs: Crane, Juniper, Dugay, Alexander, Otter, Rogers et Bridges.
Finalement, à l'est de l'île se trouve la mal baie MacGregors, la Queue de la mal baie MacGregors et la mal baie Windsors.

### Géologie
Le sous-sol de Miscou est composé principalement de roches sédimentaires du groupe de Pictou datant du Pennsylvanien (entre 300 et 311 millions d'années).
Les tourbières de la région se sont formées il y a environ 5000 ans et elles croissent à environ un millimètre tous les ans.

### Faune et flore
Miscou compte de nombreuses tourbières ombromotrophe, c'est-à-dire qu'elles sont alimentées en eau uniquement par les précipitations. C’est un milieu hostile, auquel sont adaptées des arbustes bas comme éricacées (Ericaceae), comprenant entre autres le bleuet à feuilles étroites (Vaccinium angustifolium). Ils bénéficient en plus de la présence de mycorhizes dans leurs fruits et leurs racines. Comme fruit. la plaquebière y est aussi cueillie sur les tourbières. Les fleurs typiques des tourbières de l'île sont le thé du Labrador (Rhododendron groenlandicum), le petit-daphné caliculé (Chamaedaphne calyculata) et le Kalmia à feuilles étroites (Kalmia angustifolia). À l'automne, les fleurs du gaylussacia à fruits bacciformes (Gaylussacia baccata) et du kalmia à feuilles étroites virent au rouge, donnant l'impression d'un vaste tapis. Le grand nénuphar jaune (Nuphar advena) est courant dans les lacs. On retrouve des linaigrettes sur les berges.
Les arbres sont peu nombreux et rabougris. On retrouve de l'épinette noire (Picea mariana), du violon (mélèze laricin) (Larix laricina), de la viorne cassinoïde (Viburnum nudum) et du bouleau nain (Betula nana).
Les lacs communiquent peu entre eux, le niveau varie constamment et leur eau est acide. On y voit toutefois la grenouille des bois (Lithobates sylvaticus), des libellules (Odonata), des demoiselles (Zygoptera) et des moustiques (Culicidae). Les lacs sont fréquentés par l'orignal (Alces) durant l'été, attiré autant par l'eau et les nénuphars. Miscou est considéré comme l'un des meilleurs sites ornithologiques de la province, où l'on a recensé plus de 265 espèces. On retrouve de nombreux rapaces sur l'île, une trentaine d'espèces de limicoles, des passereaux ainsi que des canards et des outardes. Près des tourbières, les oiseaux les plus communs sont la paruline masquée (Geothlypis trichas), le bruant à gorge blanche (Zonotrichia albicollis), la paruline à couronne rousse (Setophaga palmarum) et le moucherolle des aulnes (Empidonax alnorum).

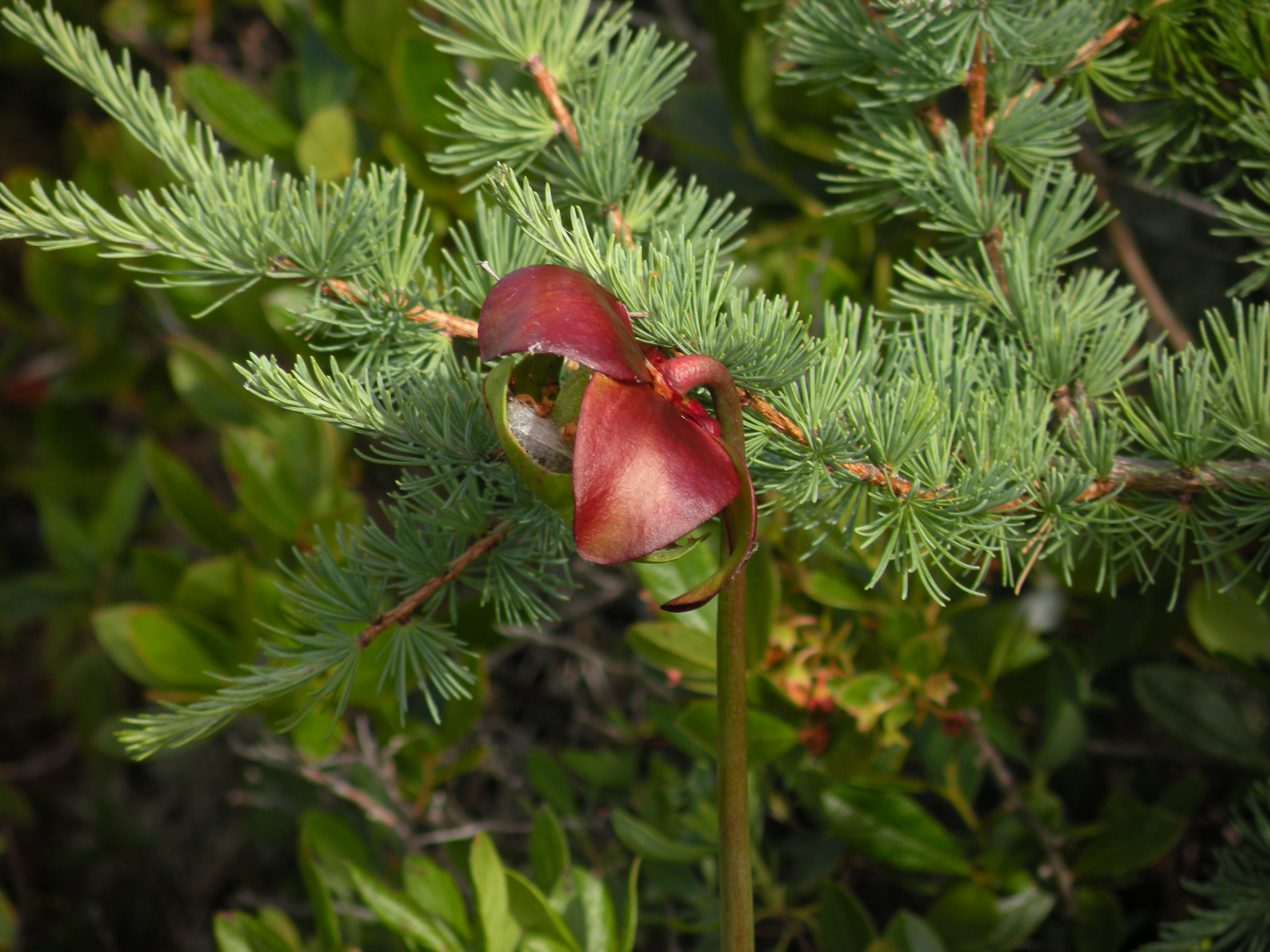
Une sarracénie pourpre (Sarracenia purpurea) visible au sentier de la tourbière.
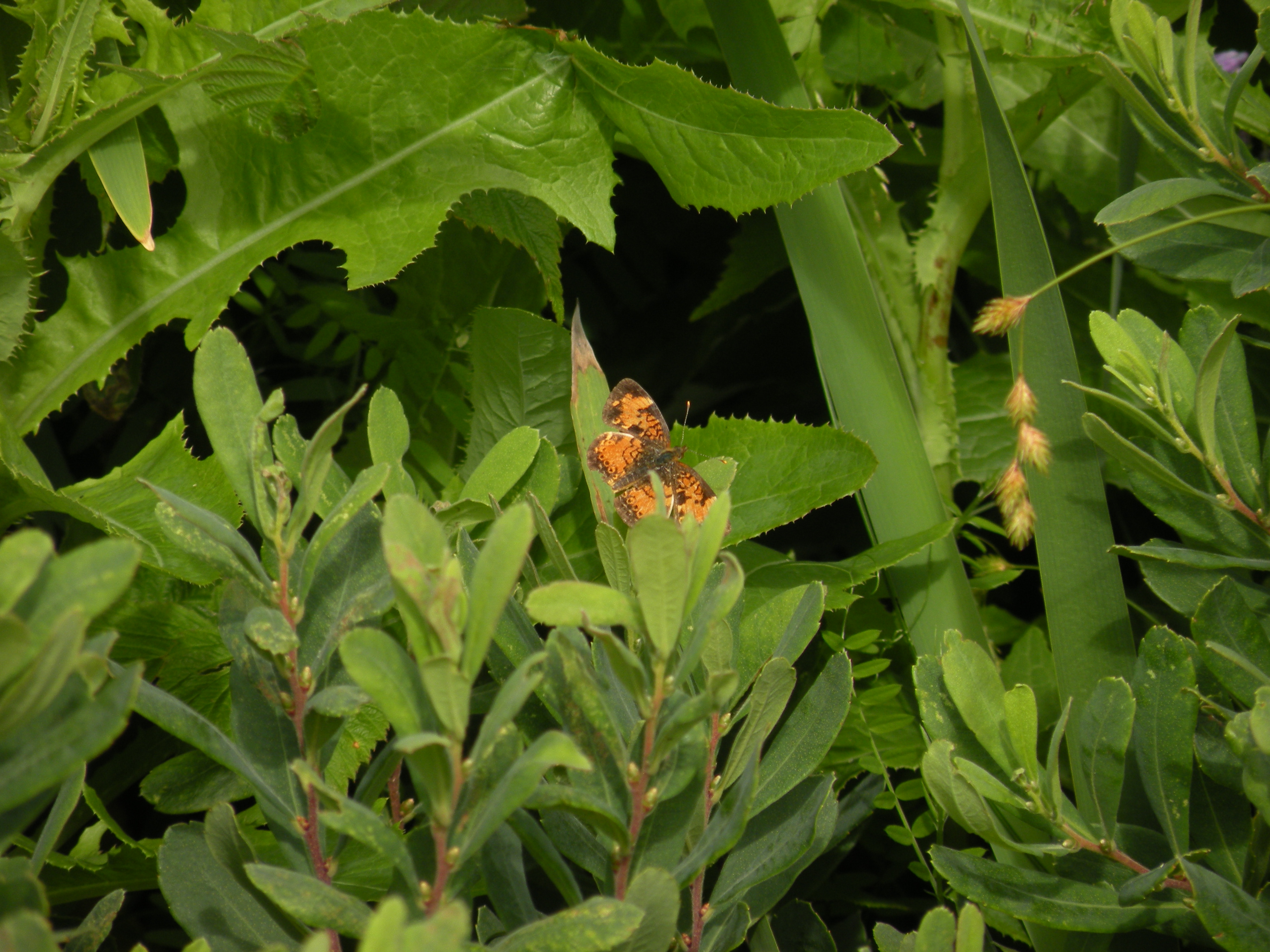
Un Croissant perlé (Phyciodes tharos) au même endroit.

### Hameaux
À environ un kilomètre à l'ouest du phare se trouve Phare-de-Miscou (Miscou Lighthouse en anglais). Deux kilomètres au sud de celui-ci se trouve Grande-Plaine (Miscou Plains). Au sud de l'île s'élève le bourg, Miscou-Centre et, deux kilomètres au sud de ce dernier, au pied du pont, Havre-de-Miscou (Miscou Harbour). Finalement, à l'est de l'île se trouve Pointe-Wilson (Wilson Point).

## Histoire
Royaume de France (1619-1621)

 Royaume d'Écosse (1621-1632)

 Royaume de France (1632-1654)

 Royaume d'Angleterre (1654-1657)

 Royaume de France (1657-1674)

 Provinces-Unies (1674-1677)

 Royaume de France (1677-1690)

 Royaume d'Angleterre (1690-1692)

 Royaume de France (1692-1763)

 Royaume de Grande-Bretagne (1763-1801)

 Royaume-Uni de Grande-Bretagne et d'Irlande (1801-1867)

Miscou est situé dans le Mi'kma'ki, territoire historique des Micmacs, plus précisément dans le district de Sigenigteoag, qui comprend l'actuelle côte Est du Nouveau-Brunswick, jusqu'à la baie de Fundy. Selon William Francis Ganong, la pointe Indian est susceptible d'avoir accueilli un campement. La tradition orale affirme que l'île au Trésor était un lieu de campement apprécié et il y a toujours un cimetière.
Les Vikings seraient les premiers Européens à avoir visité la région, à partir du XIe siècle. En effet, des coquilles de noyer ont été découvertes à L'Anse aux Meadows. Il n'y a pas de noyer à Terre-Neuve, et l'endroit le plus près où cet arbre pousse est sur la côte est du Canada, incluant le Nouveau-Brunswick.
Selon ce que rapporte Donat Robichaud, la région est visitée par des pêcheurs Normands et Bretons dès la fin du XIIIe siècle. Les Bretons sont en fait bien établis avant 1536. Les Basques chassent la baleine en Europe à partir du XIIe siècle ou plus tôt mais, à la suite de l'effondrement de la population de ces cétacés, commencent à les chasser au sud du Labrador au XVIe siècle, en plus de pêcher la morue. Ces pêcheurs viennent surtout du Pays basque espagnol mais ceux du Pays basque français deviennent de plus en plus nombreux. Ils sont déjà bien installés vers 1540. Contrairement à une idée répandue, ils n'ont pas chassé la baleine de plus en plus loin jusqu'à atteindre l'Amérique mais s'y sont rendus directement. Vers 1632, les pêcheurs de morue basques se déplacent dans des endroits plus reculés, dont Caraquet, Paspébiac et Shippagan, notamment pour éviter les attaques des Inuits et des pirates anglais ou danois, mais aussi à cause de la baisse de la population de baleines et de l'ouverture de la pêche au Svalbard. La pêche basque dans la région dure sans encombre jusque vers la fin du XVIIe siècle.
Jacques Cartier jette l'ancre à Miscou en juillet 1534 et explore la région pendant quelques jours.
En 1619, l'Association des marchands de Bordeaux fonde un poste de pêche à Miscou. En 1623, Raymond de la Ralde fonde un poste de pêche et de traite ; les historiens n'en connaissent pas l'emplacement exact. David Kirke et ses frères s'emparent de Miscou le 18 juillet 1628. La signature du traité de Saint-Germain-en-Laye, en 1632, redonne l'Acadie, y compris Miscou, à la France et permet donc aux pêcheurs de revenir à Miscou. La mission Saint-Charles est fondée en 1634 par les Jésuites dans le but d'évangéliser les Micmacs; elle se trouvait face à l'actuelle église Saint-Mark's. Nicolas Denys faisait du commerce sur la côte de la baie des Chaleurs et du golfe du Saint-Laurent et fonde un établissement à Petite-Rivière-de-l'Île, juste au sud de Miscou, en 1652. L'association des marchands de Bordeaux fut ensuite dissoute, les jésuites rappelés en France et Nicolas Denys forcé de quitter l'île pour Nipisiguit.
En 1719, la seigneurie de Miscou est concédée au « Comte de Saint-Pierre, premier écuyer de la duchesse d'Orléans »; la propriété est révoquée en 1730. Le hameau de Grande-Plaine est utilisé comme base de chasse aux morses. Des Acadiens se réfugient au ruisseau des Landry au cours des années 1770. Il est probable que deux anglophones s'installent à cet endroit en 1775. Un soldat démobilisé des Highlands du nom de Campbell s'y installe avec sa famille avant 1819 mais il semble qu'ils se déplacent ensuite vers Petit-Shippagan. Louis Gauthier et d'autres Français s'établissent à Grande-Plaine vers 1825. Vers 1830, l'Écossais Andrew Wilson, ayant auparavant vécu à Miramichi, fonde Wilson's Point. Havre-de-Miscou est colonisé à la même époque par des anglophones. Des Acadiens peuplent aussi l'île après 1820. Ceux-ci obtiennent des terres grâce à la Free Grants Act (Loi sur les concessions gratuites) avant 1879.

### De Moscou à Miscou, sans escale

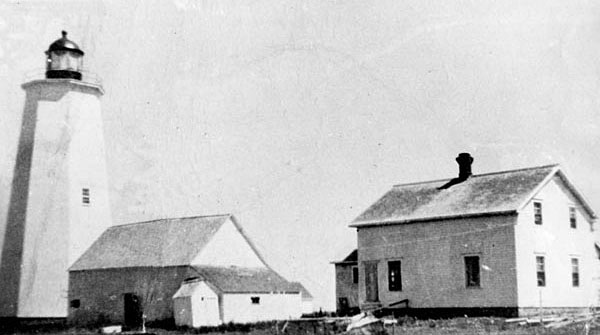
Le phare vers 1930.

Les plages de Miscou ont été le théâtre, le 29 avril 1939 d'un événement de la petite histoire  de l'aviation transatlantique. Parti de Moscou un peu plus de 24 heures plus tôt, le bombardier soviétique TsKB-30 (un prototype de ce qui deviendra l'Iliouchine Il-4), commandé par le brigadier-général Vladimir K. Kokkinaki devait atterrir à New York, pour l'ouverture de l'exposition universelle.
Cependant, un épais brouillard au-dessus du Labrador devait les faire dévier de leur trajectoire. Encore loin de leur destination et complètement désorientés, le pilote et son navigateur, le major Mikhail Gordienko, décident qu'ils doivent poser leur appareil, le Moskva. À 20 h 55, le général Kokkinaki réussit à poser le Moskva entre une dune et le lac Chenière, dans le nord-ouest de l'île  et ainsi passer à l'histoire comme le premier aviateur à réussir une traversée de l'Atlantique par la voie transpolaire, le grand cercle de 8 000 km en 22 heures 56 minutes.
Le lendemain matin, les Miscous découvraient avec étonnement un bimoteur rouge. À son bord, les deux rescapés, indemnes, attendaient du secours.

### XXIesiècle
Miscou est l'une des localités hôtes du IVe Congrès mondial acadien, en 2009.

## Démographie
(août 2016).
D'après le recensement de Statistique Canada, il y avait 649 habitants en 2006, comparativement à 643 en 2001, soit une hausse de 0,9 %. Il y a 380 logements privés, dont 274 occupés par des résidents habituels. Le village a une superficie de 64,07 km2 et une densité de population de 10,1 habitants au kilomètre carré.

## Administration

### Comité consultatif
En tant que district de services locaux, Miscou est administré directement par le Ministère des Gouvernements locaux du Nouveau-Brunswick, secondé par un comité consultatif élu composé de cinq membres dont un président.
| Période                                  | Période | Identité             | Étiquette | Qualité |
| ---------------------------------------- | ------- | -------------------- | --------- | ------- |
|                                          |         | marcel ward          |           |         |
|                                          |         | Jean-Baptiste Bezeau |           |         |
| Les données manquantes sont à compléter. |         |                      |           |         |

### Commission de services régionaux
Miscou fait partie de la Région 4, une commission de services régionaux (CSR) devant commencer officiellement ses activités le 1er janvier 2013. Contrairement aux municipalités, les DSL sont représentés au conseil par un nombre de représentants proportionnel à leur population et leur assiette fiscale. Ces représentants sont élus par les présidents des DSL mais sont nommés par le gouvernement s'il n'y a pas assez de présidents en fonction. Les services obligatoirement offerts par les CSR sont l'aménagement régional, l'aménagement local dans le cas des DSL, la gestion des déchets solides, la planification des mesures d'urgence ainsi que la collaboration en matière de services de police, la planification et le partage des coûts des infrastructures régionales de sport, de loisirs et de culture; d'autres services pourraient s'ajouter à cette liste.

### Représentation
Nouveau-Brunswick: Miscou fait partie de la circonscription de Lamèque-Shippagan-Miscou, qui est représentée à l'Assemblée législative du Nouveau-Brunswick par Paul Robichaud, du Parti progressiste-conservateur. Il fut élu en 1999 puis réélu depuis ce temps.
 Canada: Miscou fait partie de la circonscription fédérale d'Acadie-Bathurst. Cette circonscription est représentée à la Chambre des communes du Canada par Yvon Godin, du NPD. Il fut élu lors de l'élection de 1997 contre le député sortant Doug Young, en raison du mécontentement provoqué par une réforme du régime d’assurance-emploi.

### Chronologie municipale
- 1786 : la paroisse d'Alnwick est érigée dans le comté de Northumberland[26].
- 1814 : la paroisse de Saumarez est créée à partir de portions de la paroisse d'Alnwick et d'un territoire non organisé[26].
- 1826 : le comté de Gloucester est créé à partir des paroisses de Saumarez et de Beresford, du comté de Northumberland[26].
- 1831 : la paroisse de Caraquet est créée à partir d'une portion de la paroisse de Saumarez[26].
- 1851 : la paroisse de Shippagan est créée à partir d'une portion de la paroisse de Caraquet[26].
- 1851 : la paroisse d'Inkerman est créée à partir de portions des paroisses de Caraquet et de Shippagan[26].
- 1867 : Confédération canadienne.
- Années 1870 : le comté de Gloucester est constitué en municipalité.
- 1947 : Shippagan est constitué en municipalité dans le territoire de la paroisse.
- 1958 : le village de Shippagan obtient le statut de ville.
- 1966 : la municipalité du comté de Gloucester est dissoute. La paroisse de Shippagan devient un District de services locaux. Des portions de la paroisse sont détachées pour former le village de Lamèque ainsi que les DSL de Le Goulet, de Sainte-Marie-sur-Mer et de Saint-Raphaël-sur-Mer.
- 1968 : le DSL de Pointe-Brûlée est créé à partir d'une portion de la paroisse de Shippagan.
- 1974 : le DSL de Pointe-Sauvage est créé à partir d'une portion de la paroisse de Shippagan.
- 1984 : les DSL de Baie-du-Petit-Pokemouche, Chemin-Coteau, de Chiasson-Savoy, de Cap-Bateau, de Haut-Lamèque, de Haut-Shippagan, de Miscou, de Petite-Lamèque, de Pointe-Alexandre, de Pointe-Canot, de Pigeon Hill, du Portage de Shippagan et de Sainte-Cécile sont créés à partir de portions de la paroisse de Shippagan.

## Économie
Entreprise Péninsule, un organisme basé à Tracadie-Sheila faisant partie du réseau Entreprise, a la responsabilité du développement économique de la région.
L'économie des îles de Lamèque et Miscou est dominée par la pêche, l'exploitation de la tourbe, la culture de petits fruits, le tourisme et les services. Des efforts de diversification économique sont pourtant en cours, notamment dans le secteur de l'énergie éolienne. En fait, le développement économique de la région est centré principalement sur la ville de Lamèque, même s'il y a quelques développements résidentiels au village, ainsi qu'un port de pêche, un aquaculteur, quelques commerces et des terrains de camping.

## Vivre à Miscou

### Éducation
Les élèves francophones bénéficient d'écoles à Lamèque et à Shippagan. La ville de Shippagan possède également le CCNB-Péninsule acadienne et un campus de l'Université de Moncton.
Les anglophones bénéficient d'une école à Brantville accueillant les élèves de la maternelle à la huitième année. Ils doivent ensuite poursuivre leurs études à Miramichi. Les établissements d'enseignement supérieurs anglophones les plus proches sont à Fredericton ou Miramichi.
Il y a une bibliothèque publique à Lamèque. Le bibliobus du Nord fait toutefois un arrêt au village.

### Autres services publics

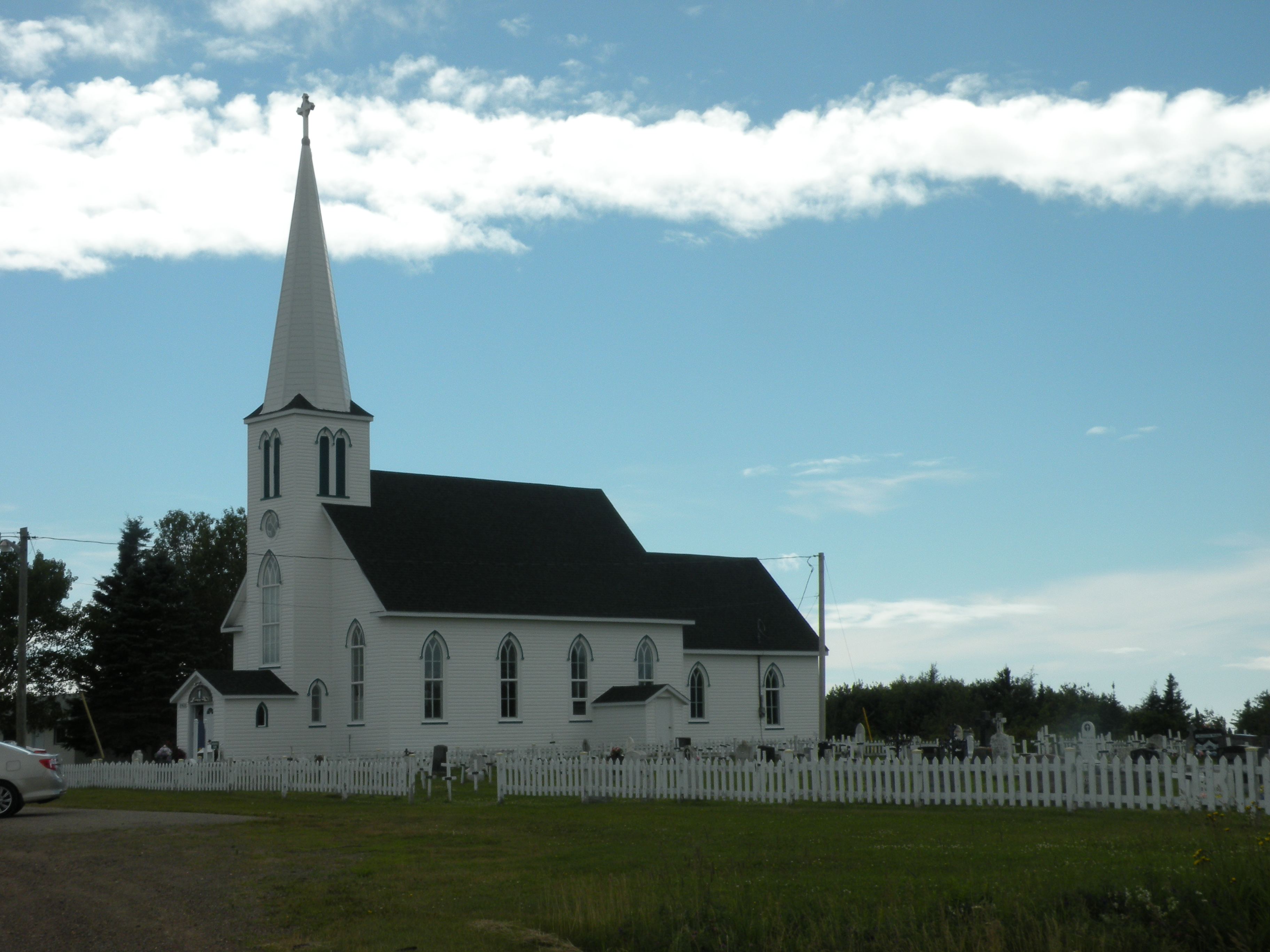
L'église catholique romaine Saint-Antoine de Padoue de Miscou.

Le centre de santé de Miscou emploie une infirmière 5 jours par semaine et offre certains services à la population. Le poste d'Ambulance Nouveau-Brunswick le plus proche est à Lamèque. Miscou ne possédant pas d'hôpital, et celui de Lamèque étant devenu un centre de santé communautaire, les ambulances doivent se rendre à Tracadie, soit 60 km à partir de Havre-de-Miscou et 75 km à partir du Phare-de-Miscou.
Le village possède une caserne de pompiers et un bureau de poste. Le détachement de la Gendarmerie royale du Canada le plus proche est situé à Lamèque.
Existant depuis le 20 juillet 1995, la Commission de gestion des déchets solides de la Péninsule acadienne (COGEDES) a son siège-social à Caraquet. Les déchets sont transférés au centre de transbordement de Tracadie-Sheila et les matières non-recyclables sont ensuite enfouies à Allardville.
L'église Saint-Antoine-de-Padoue est une église catholique romaine faisant partie du diocèse de Bathurst. Miscou possède aussi une église anglicane.
Les francophones bénéficient du quotidien L'Acadie nouvelle, publié à Caraquet, ainsi que de l'hebdomadaire L'Étoile, de Dieppe. Les anglophones bénéficient quant à eux du quotidien Telegraph-Journal, publié à Saint-Jean.

## Culture et patrimoine

### Le phare

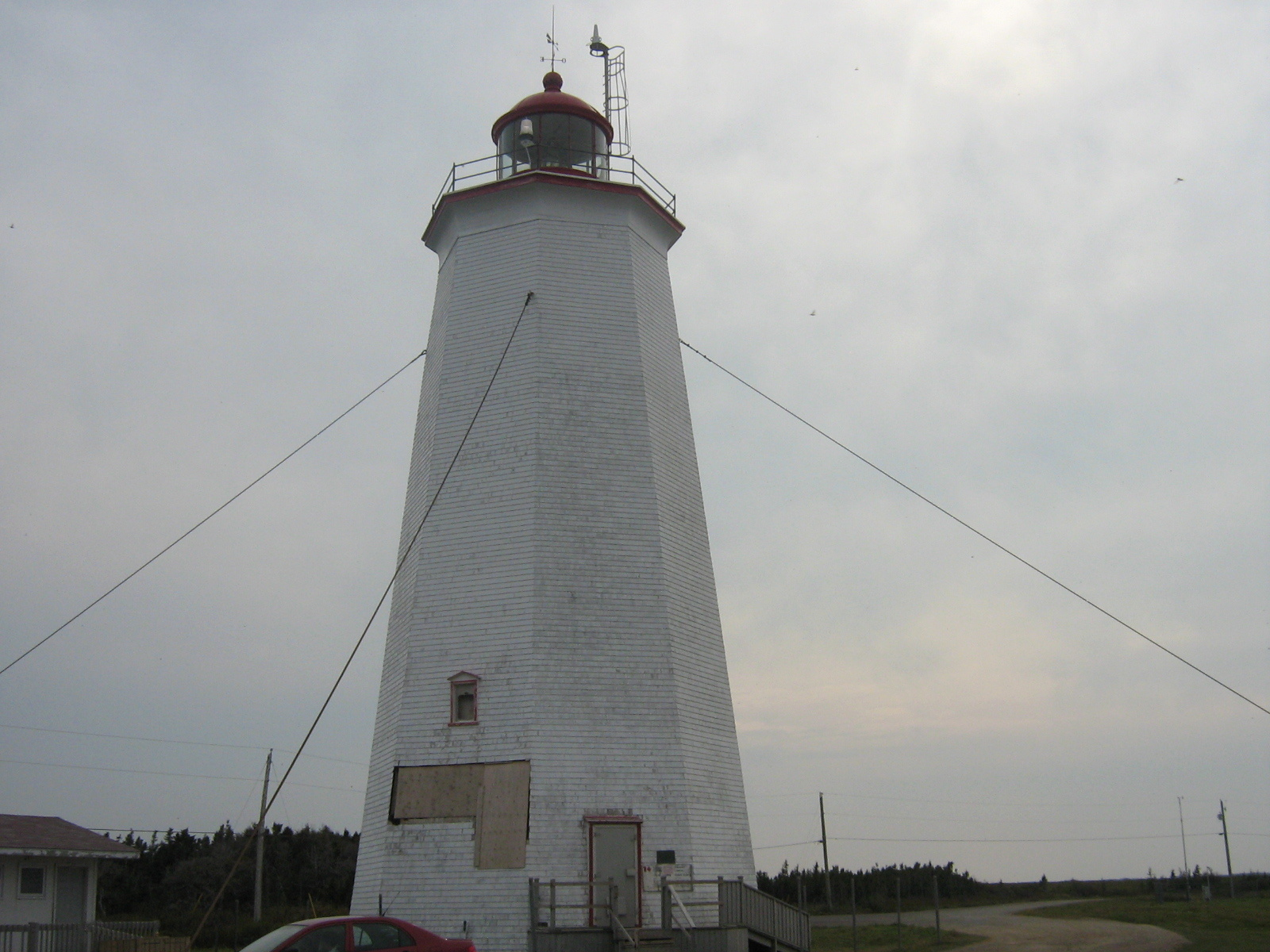
Le phare en 2008.

« Loin de tout » est l’expression qui décrit le mieux cette structure patrimoniale reconnue par le Bureau d'examen des édifices fédéraux du patrimoine. Le phare de l’île Miscou a été construit en 1856 à l’extrémité nord-est de la province, situé sur la baie des Chaleurs, membre du « Club des plus belles baies du monde ».
La tour originale en bois, de forme octogonale et encore en usage, est équipée d’une lentille Fresnel du troisième ordre.
Ce phare monte la garde dans la beauté sauvage de l’île Miscou. Explorez les plages sablonneuses balayées par le vent tout en observant les oiseaux et d’autres espèces sauvages. Cette région est aussi reconnue pour ses tourbières, qui sont à la base d’une importante industrie locale.

### Miscou dans la culture
Miscou fait l'objet d'un poème dans le recueil de poésie La terre tressée, de Claude Le Bouthillier. L'auteur acadien Réjean Roy a également publié un livre jeunesse intitulé "Pierrot et Coquin à l'île Miscou".